# Karl Rainer
Karl Rainer (Vienna, 1º luglio 1901 – Vienna, 9 giugno 1987) è stato un calciatore austriaco, di ruolo difensore.

## Carriera

### Club
Ha sempre giocato nel campionato austriaco, vestendo la maglia del First Vienna.

### Nazionale
Ha collezionato 39 presenze con la Nazionale austriaca.

## Palmarès

### Club

#### Competizioni nazionali
- Campionato austriaco: 2

First Vienna: 1930-1931, 1932-1933
- Coppa d'Austria: 2

First Vienna: 1928-1929, 1929-1930

#### Competizioni internazionali
- Coppa dell'Europa Centrale: 1

First Vienna FC: 1931